# Hamataliwa nigritarsa
Hamataliwa nigritarsa är en spindelart som beskrevs av Bryant 1948. Hamataliwa nigritarsa ingår i släktet Hamataliwa och familjen lospindlar. Inga underarter finns listade i Catalogue of Life.